# Ciclismo nos Jogos Europeus
O ciclismo nos Jogos Europeus realiza-se desde a primeira edição. O evento é organizado pelos Comités Olímpicos Europeus, junto com a União Europeia de Ciclismo (UEC).
Nas duas primeiras edições incluíram-se competições em diferentes modalidades deste desporto. Em Baku de 2015 celebraram-se provas de ciclismo de estrada, de montanha e BMX, e na segunda edição compete-se em estrada e em pista.

## Edições
| Não. | Ano  | Sede                  | Instalação                               |
| ---- | ---- | --------------------- | ---------------------------------------- |
| I    | 2015 | Baku ( Azerbaijão)    | Velopark (CM e BMX) Circuito urbano (CR) |
| II   | 2019 | Minsk ( Bielorrússia) | Minsk Arena (CP) Circuito urbano (CR)    |

## Medalheiro
- Actualizado a Minsk de 2019.

| 1  | Países Baixos   | 8  | 9  | 3  | 20 |
| 2  | Rússia          | 5  | 1  | 7  | 13 |
| 3  | Suíça           | 4  | 3  | 4  | 11 |
| 4  | Bielorrússia    | 4  | 0  | 3  | 7  |
| 5  | Itália          | 2  | 5  | 2  | 9  |
| 6  | Grécia          | 2  | 0  | 0  | 2  |
| 7  | França          | 1  | 4  | 0  | 5  |
| 8  | Ucrânia         | 1  | 3  | 0  | 4  |
| 9  | Reino Unido     | 1  | 1  | 2  | 4  |
| 10 | Lituânia        | 1  | 1  | 0  | 2  |
| 11 | República Checa | 1  | 0  | 4  | 5  |
| 12 | Espanha         | 1  | 0  | 1  | 2  |
| 13 | Dinamarca       | 1  | 0  | 0  | 1  |
| 14 | Polónia         | 0  | 2  | 4  | 6  |
| 15 | Áustria         | 0  | 1  | 2  | 3  |
| 16 | Estónia         | 0  | 1  | 0  | 1  |
| 16 | Portugal        | 0  | 1  | 0  | 1  |
|    | TOTAL           | 32 | 32 | 32 | 96 |